# Ann-Cathrine Wiklander
Ann-Cathrine Wiklander, folkbokförd Monica Ann-Katrin Viklander, ogift Lind, född 4 juli 1958 i Sollefteå, är en svensk dansbandssångerska, med framgångar under 1990-talet. 
Hon har bland annat spelat in och haft hitlåtar på Svensktoppen som Kärleken (1993) , Vänd inte ryggen åt en vän (1994) , Alla stunder (1995) , Julklockor över vår jord (1995-1996), Liksom svalorna kommer med solen (1996) , Min tanke är hos mig (1998) och Gamla vänner (2000). Den 12 juli 1994 medverkade hon i Allsång på Skansen.
Ann-Cathrine Wiklander framträdde med låten Som en dröm, Jan Johansson och Keith Almgren, i alternativgalan "schlager-SM" i TV 3 1994, tillsammans med Keith Almgrens orkester på Sandgrund i Karlstad. Låten finns med på samlingsalbumet Schlagermelodier -94.
Vid sidan av musiken arbetar hon som diabetessjuksköterska vid Österåsens hälsohem i Sollefteå.

## Diskografi

### Album
- Ann-Cathrine Wiklanders (1995)

### EP-skivor
- Min barndoms jular (1995)

### Fotnoter
1. ↑  Sveriges befolkning 1990, CD-ROM, Version 1.00, Riksarkivet (2011).
2. ↑  Svensktoppen - 1993
3. ↑  Svensktoppen - 1994
4. ↑  ”Svensktoppen”. 26 februari 1995. http://sverigesradio.se/Diverse/AppData/Isidor/files/2023/3491.txt. Läst 7 maj 2011.
5. ↑  Svensktoppen - 1996
6. ↑  ”TV SVT, Kanal 1 1994-07-12”. Svensk mediedatabas. 12 juli 1994. http://smdb.kb.se/catalog/id/001733679. Läst 13 oktober 2014.
7. ↑  Vi som arbetar här: Ann-Cathrine Wiklander. Diabetessjuksköterska Arkiverad 19 februari 2015 hämtat från the Wayback Machine. Österåsens webbplats. Åtkomst 23 november 2013.